# South Beach (film, 1993)

South Beach est un thriller américain, sorti en 1993 et réalisé par Alain Zaloum. Il met en vedette Gary Busey et Fred Williamson.

## Synopsis
Deux anciens footballeurs de la NFL, Mack Derringer et Lenny, travaillent comme détectives privés. Lorsqu'ils ne résolvent pas d'affaires à Miami, ils jouent au golf dans la campagne ensoleillée de Floride et passent du bon temps, dans les bars, entre drague et bagarres. 
Derringer est approché par son ex-femme Jennifer dont l'activité est de nouer des relations de charme, par téléphone. Jennifer est menacée par un mystérieux interlocuteur qui en veut à sa vie. Elle demande de l'aide à Mack qui à son tour, fait appel à Lenny.

## Fiche technique
- Titre : South Beach
- Autre titre : Night Caller
- Réalisation : Alain Zaloum
- Scénario : Michael Thomas Montgomery
- Montage : Carlos Menendez
- Musique : Joe Renzetti, George Williams
- Production : Steve Adelstein, David Chackler, Krishna Shah, Fred Williamson
- Pays d'origine : Etats Unis
- Format : Couleurs - 35 mm - 1,85:1 - Mono
- Genre : Action, policier, drame et thriller
- Durée : 93 minutes
- Date de sortie : 11 Septembre 1993 (Corée du Sud)

## Distribution
- Fred Williamson : Mack Derringer
- Gary Busey : Lenny
- Vanity : Jennifer Derringer
- Peter Fonda : Jake
- Robert Forster : le détective Ted Coleman
- Isabel Sanford : Mama
- Sam J Jones : Billy
- Stella Stevens : Nancy
- Henry Silva : Santiago
- Shay King : Renee
- Sheeree Desvereaux : Francesca
- Robin Trapp : Casey
- Dana Mark : Suzi
- Frank Pesce : Jimmy
- Marquis Ross : frère Marquis
- George Barnes Jr. : Sam
- Fred Ornstein : Hugo
- Scotty Gallin : Billy Bob

## Anecdotes liées au film
- Sorti un an avant le procès d'OJ Simpson pour meurtre, c'est à ce jour le seul long métrage du rappeur Marquis Ross dans un rôle de drogué[1].